# G. Bond
G. Bond ist ein Einschlagkrater auf der nordöstlichen Mondvorderseite.
Er liegt südlich des Kraters Hall am südlichen Rand des Lacus Somniorum.
Westlich und südlich verläuft die Mondrille Rima G. Bond.
| Buchstabe | Position           | Durchmesser | Link |
| --------- | ------------------ | ----------- | ---- |
| A         | 31,56° N, 36,84° O | 9 km        |      |
| B         | 29,88° N, 34,68° O | 32 km       |      |
| C         | 28,27° N, 34,72° O | 47 km       |      |
| G         | 32,72° N, 37,27° O | 29 km       |      |
| K         | 32,11° N, 38,32° O | 12 km       |      |

Der Krater wurde 1935 von der IAU nach dem amerikanischen Astronomen George Phillips Bond offiziell benannt.